# شرکت بیمه ملی آمریکا
شرکت بیمه ملی آمریکا (به انگلیسی: American National Insurance Company) (به اختصار: ANICO) یک ابرشرکت مهم در زمینه بیمه است که مقر آن در گالوستون، تگزاس قرار دارد. این شرکت و شرکت‌های تابعه آن در هر پنجاه ایالت آمریکا و همچنین پورتوریکو فعالیت دارند.

بیمه ملی آمریکا در سال ۱۹۰۵ توسط ویلیام لوئیس مودی در گالوستون تاسیس شد. امروزه شرکت مجموعه‌ای گسترده از محصولات و خدمات بیمه شامل بیمه‌های زندگی، سال‌واره، بیمه درمانی، بیمه اموال و تلفات، بیمه‌های اعتباری و خدمات بازنشستگی ارائه می‌دهد. این شرکت از نوع شرکت سهامی عام است که بیشتر سهام آن در اختیار خانواده مودی قرار دارد. 